# Anton Matwiejenko
Anton Jewgienjewicz Matwiejenko (ros. Антон Евгеньевич Матвеенко; biał. Антон Мацьвеенка; ur. 3 września 1986 w Mohylewie) – białoruski piłkarz grający na pozycji napastnika. Od 2017 roku zawodnik FK Witebsk.